# 黃相協
黃相協（越南语：／，1836年—1885年），越南阮朝官員。

## 生平
嗣德十一年（1858年）在河內場考中戊午科舉人。
同慶元年（1886年）九月，追贈禮部尚書。